# Kate Beaton
Kate Beaton   (Cap Bretó, 8 de setembre de 1983) és una autora de còmics canadenca coneguda sobretot per ser la creadora de la tira còmica, Hark! A Vagrant, que es va publicar del 2007 al 2018. Altres obres importants de la seva obra inclouen els llibres infantils The Princess and the Pony i King Baby, publicats el 2015 i el 2016 respectivament. El primer es va convertir en una sèrie d'Apple TV+ anomenada Pinecone & Pony, estrenada el 2022, en la qual Beaton va treballar com a productora executiva. També el 2022, Beaton va publicar unes memòries en forma de novel·la gràfica, Ducks: Two Years in the Oil Sands, sobre la seva experiència treballant a Alberta oil sands. Publishers Weekly va nomenar Ducks un dels seus deu millors llibres de l'any.

## Biografia
D'ascendència escocesa, Beaton va créixer amb les seves tres germanes a Mabou, a l'illa de Cap Bretó. Va anar a una petita escola de primària i secundària, amb només 23 alumnes a la classe. Es va graduar a la Universitat Mount Allison el 2005 amb una llicenciatura en història i antropologia. Beaton va començar a dibuixar còmics per al diari universitari, The Argosy, durant el tercer i quart any d'escola. Després de la universitat, va treballar com a assistent administrativa al Museu Marítim de la Colúmbia Britànica a Victòria.

## Carrera professional
Després de graduar-se a Mount Allison el 2005, Beaton va treballar en un projecte miner de sorres bituminoses a Fort McMurray per pagar els seus préstecs estudiantils. El 2007, mentre encara treballava al Museu Marítim de la Colúmbia Britànica, Beaton va decidir publicar alguns dels seus còmics inspirats en la història a la web. Va publicar còmics a un nou lloc web, katebeaton.com, i a un blog de LiveJournal. El desembre d'aquell any, va publicar el primer de dos lots populars de tires còmiques amb temàtica històrica, els temes de les quals van ser suggerits per almenys vint dels seus lectors.
Beaton va publicar el seu webcòmic, Hark! A Vagrant, del 2007 al 2018. Va traslladar el seu treball de LiveJournal al seu nou lloc web, també titulat Hark! A Vagrant, el maig de 2008. Els seus temes incloïen figures històriques, com James Joyce i Ada Lovelace, o personatges de ficció de la literatura occidental. En diversos còmics, Beaton es va caricaturitzar a si mateixa, del passat i del present. Beaton té un estil artístic senzill, amb especial atenció als detalls de les expressions facials dels seus personatges; també s'ha destacat la seva habilitat en el ritme del còmic. Hark! A Vagrant va guanyar el Premi Ignatz 2011 al Millor Còmic en Línia.
L'obra de Beaton ha aparegut a Wired, Maclean's, i Comic Book Resources. "The Origin of Man", el seu còmic que celebra el 200è aniversari de Charles Darwin, va ser presentat per MySpace Dark Horse Presents el març de 2009. El juny de 2009, va publicar un llibre titulat Never Learn Anything from History. Diversos dels seus dibuixos animats s'han publicat a The New Yorker. Drawn & Quarterly va publicar el seu segon llibre, també titulat Hark! A Vagrant, el setembre de 2011. La revista Time el va nomenar un dels deu millors llibres de ficció de l'any, amb Lev Grossman anomenant-lo "el llibre més enginyós de l'any".
L'autopublicació de Beaton, Never Learn Anything from History, va guanyar el premi Doug Wright del 2009 al millor talent emergent. Hark! A Vagrant va guanyar el premi Harvey del 2011 al millor treball de còmic en línia, després d'haver estat nominat l'any anterior, i també va ser nominat als premis Joe Shuster el 2009 i el 2010. Beaton va continuar la seva victòria als Harvey del 2011 enduent-se tres premis Harvey el 2012, per Humor, Treball en línia i Millor dibuixant.
És una exmembre de Pizza Island, un estudi de dibuixants a Greenpoint, Brooklyn, que va ser format per ella mateixa i les dibuixants Lisa Hanawalt, Domitille Collardey, Sarah Glidden, Meredith Gran i Julia Wertz.
Beaton ha contribuït a l'antologia Strange Tales de Marvel Comics. El 2014, Beaton va penjar el webcòmic de cinc parts Ducks, que presenta una història més seriosa i complexa basada en les experiències de Beaton treballant en un jaciment miner remot al Canadà.
Step Aside, Pops, una col·lecció dels seus còmics Hark! A Vagrant, va encapçalar la llista de més venuts de novel·les gràfiques del New York Times a l'octubre de 2015. En una enquesta del 2015, Beaton va ocupar el catorzè lloc entre les millors artistes de còmics de tots els temps.
El primer llibre infantil de Beaton, The Princess and the Pony, es va publicar el 2015. El 2016 va publicar el llibre il·lustrat King Baby .
A l'octubre de 2018, Beaton va acabar la serialització en curs del seu webcòmic, dient: "Sento que aquest és un projecte que ha arribat al seu punt final".
El 2022, es va estrenar al servei de streaming Apple TV+ una sèrie de televisió animada basada en La princesa i el poni de Kate Beaton, anomenada Pinecone & Pony, amb Beaton com a productora executiva.
El setembre de 2022, Beaton va publicar unes memòries en forma de novel·la gràfica anomenades Ducks: Two Years in the Oil Sands, que documentaven la seva experiència treballant a la indústria d'extracció d'energia per a Alberta oil sands abans de convertir-se en dibuixant. Va ampliar el seu webcòmic anterior del 2014, Ducks. El llibre va guanyar l'edició del 2023 de Canada Reads, on va ser defensat per Mattea Roach.
L'Associació Americana de Biblioteques va incloure Ducks entre les deu millors novel·les gràfiques per a adults del 2022.

## Vida personal
Està casada amb l'escriptor Morgan Murray. Té dos fills. Després de viure a Nova York i Toronto, Beaton ara viu a Nova Escòcia amb la seva família.

## Premis

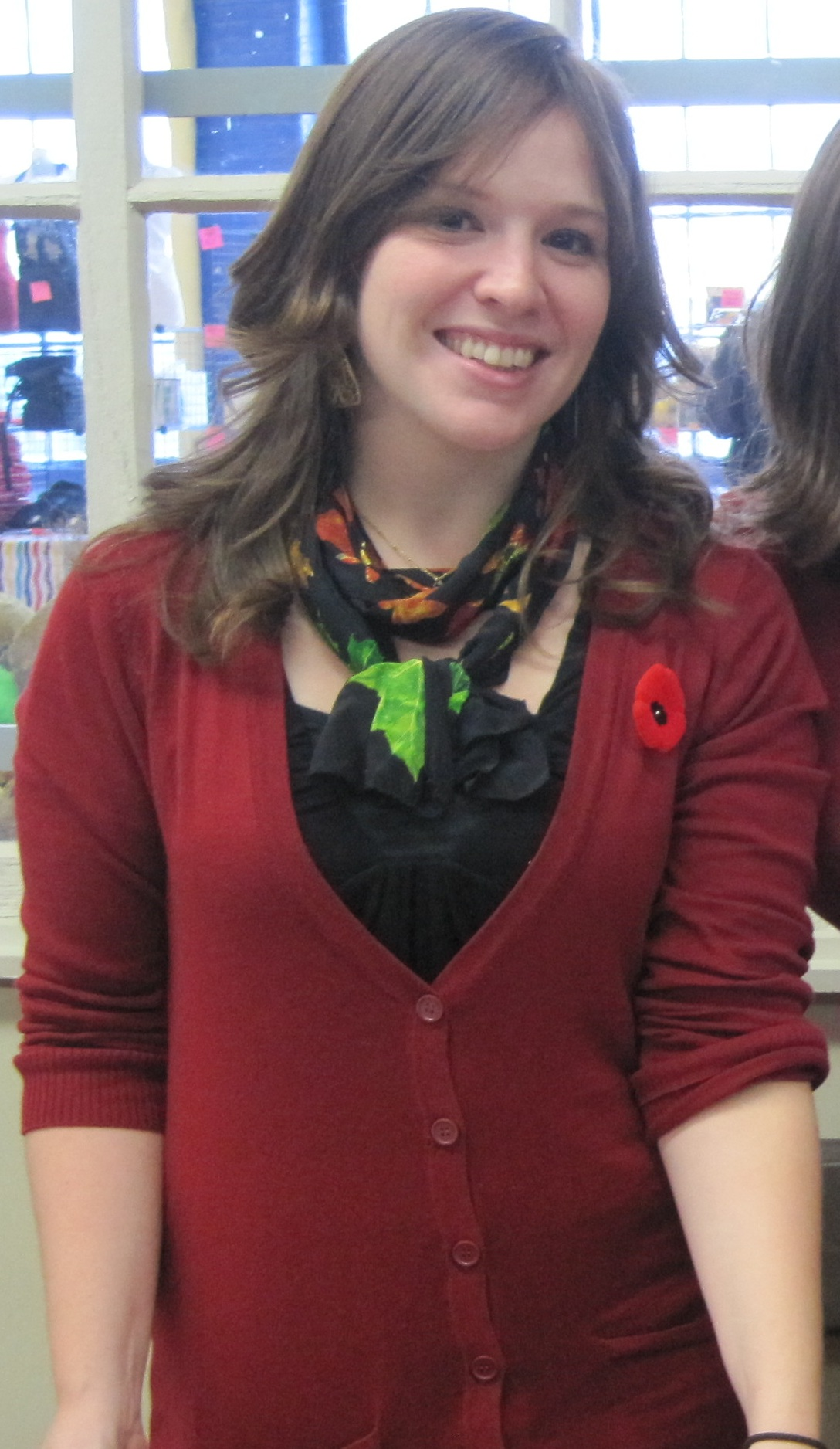
Kate Beaton a NEWW, amb una rosella de record.

| Any  | Premi                                          | Categoria                                                                  | Nominat   | Resultat | Ref |
| ---- | ---------------------------------------------- | -------------------------------------------------------------------------- | --------- | -------- | --- |
| 2009 | Hark! A Vagrant                                | Premi Doug Wright Premi al Millor Talent Emergent                          | Guanyador | [ 42 ]   |     |
| 2009 | Hark! A Vagrant                                | Premi Kimberly Yale al millor talent nou                                   | Guanyador | [ 43 ]   |     |
| 2009 | Hark! A Vagrant                                | Joe Shuster Awards                                                         | Nominat   | [ 26 ]   |     |
| 2010 | Overall body of work                           | Premi Lulu de l'Any                                                        | Guanyador | [ 43 ]   |     |
| 2010 | Hark! A Vagrant                                | Joe Shuster Awards                                                         | Nominat   | [ 27 ]   |     |
| 2010 | Hark! A Vagrant                                | Premi Harvey per al millor treball de còmics en línia                      | Nominat   | [ 27 ]   |     |
| 2010 | Never Learn Anything From History              | Premi Doug Wright pel Premi Pigskin Peters                                 | Nominat   | [ 42 ]   |     |
| 2011 | Hark! A Vagrant                                | Premi Ignatz al millor còmic en línia                                      | Guanyador | [ 13 ]   |     |
| 2012 | Hark! A Vagrant                                | Premi Award per al millor treball de còmics en línia                       | Guanyador | [ 44 ]   |     |
| 2012 | Hark! A Vagrant                                | Premi Harvey Premi Especial d'Humor en Còmics                              | Guanyador | [ 44 ]   |     |
| 2012 | Hark! A Vagrant                                | Premi Harvey al millor dibuixant                                           | Guanyador | [ 44 ]   |     |
| 2012 | Hark! A Vagrant                                | Premi Doug Wright al Millor Llibre                                         | Guanyador | [ 45 ]   |     |
| 2016 | Step Aside, Pops: A Hark! A Vagrant Collection | Premi Eisner a la Millor Publicació d'Humor                                | Guanyador | [ 42 ]   |     |
| 2016 | Step Aside, Pops: A Hark! A Vagrant Collection | Premi Doug Wright al Millor Llibre                                         | Nominat   | [ 42 ]   |     |
| 2016 | The Princess and The Pony                      | Premi CBC Children's Choice Book: Il·lustrador                             | Guanyador | [ 46 ]   |     |
| 2016 | The Princess and The Pony                      | Premi E.B. White al millor llibre de lectura en veu alta: Àlbum il·lustrat | Nominat   | [ 47 ]   |     |
| 2016 | King Baby                                      | Premis NAPPA                                                               | Guanyador | [ 48 ]   |     |
| 2023 | Ducks: Two Years in the Oil Sands              | Premi Eisner a la Millor Memòria Gràfica                                   | Guanyador | [ 49 ]   |     |
| 2023 | Ducks: Two Years in the Oil Sands              | Premi Eisner al millor escriptor/dibuixant                                 | Guanyador | [ 49 ]   |     |
| 2023 | Ducks: Two Years in the Oil Sands              | Premi Harvey Award per al Llibre de l'Any                                  | Guanyador | [ 50 ]   |     |
| 2023 | Ducks: Two Years in the Oil Sands              | Premi Ignatz per a la millor novel·la gràfica                              | Guanyador | [ 51 ]   |     |

### Col·leccions de còmics
- Never Learn Anything From History (2009)
- Hark! A Vagrant (Montréal: Drawn & Quarterly, 2011, ISBN 978-1770460607)
- Step Aside, Pops (Montréal: Drawn & Quarterly, 2015, ISBN 978-1770462083)

### llibres infantils
- The Princess and the Pony (New York, NY: Arthur A. Levine Books, an imprint of Scholastic Inc., 2015, ISBN 978-0545637084)
- King Baby (New York, NY: Arthur A. Levine Books, an imprint of Scholastic Inc., 2016, ISBN 978-0545637541)

### No-ficció
- Ducks: Two Years in the Oil Sands (Montréal: Drawn & Quarterly, 2022, ISBN 978-1770462892)
- Bodies of Art, Bodies of Labour (Edmonton: University of Alberta Press, 2025, ISBN 978-1772128000)